# Wasserzünsler
Der Wasserzünsler oder Binsenzünsler (Nymphula nitidulata, Syn.: Nymphula stagnata) ist ein (Klein-) Schmetterling aus der Familie der Crambidae.

## Merkmale
Die Falter erreichen eine Flügelspannweite von 15 bis 22 Millimeter bei den Männchen und 18 bis 25 Millimeter bei den Weibchen. Die Grundfarbe der Vorder- und Hinterflügel ist weiß. Proximal- und Distallinie der Vorderflügel sind fahl braun und durch eine kurze Querlinie im oberen Drittel verschmolzen. Die Proximal-, Distal- und Querlinien sind beidseitig dunkelbraun gerandet. Die Distallinie verläuft sehr schräg von etwa 2/3 des Costalrandes bis zum Innenwinkel. Die Submarginallinie ist gebogen und verschmilzt oberhalb des Innenwinkels mit der Distallinie. Der Submarginalbereich ist gelb und innen dunkel gerandet. Die Hinterflügel weisen eine dunkelbraune, strichförmige Proximallinie und einen ebenso gefärbten Diskozellularfleck auf. Die Distallinie ist fahl braun und innen dunkelbraun gerandet. Der Submarginalbereich ist gelb und innen dunkel gerandet.
Bei den Männchen ist der Uncus lang und schlank. Der Gnathos ist lang und besitzt auf der dorsalen Seite distal einen sehr kleinen Zahn. Die Valven sind oval und haben ein stark behaartes Anellifer. Die Juxta ist rundlich. Der Aedeagus ist gekrümmt und mit einem endständigen, blattförmigen Cornutus versehen. Der Bulbus ejaculatoris mündet ungefähr in der Mitte des Aedeagus ein.
Bei den Weibchen ist der Oviscapter relativ kurz und hat mäßig lange Apophysen. Die Apophyses posteriores sind an der Basis deutlich geweitet. Der Ductus bursae ist ziemlich lang und besitzt ein kräftiges, breites Colliculum. Der Ductus bursae weitet sich in Richtung des Corpus bursae und mündet außermittig in diesen. Das Signum besteht aus zwei schwachen, parallel verlaufenden, sklerotisierten Kämmen unterschiedlicher Länge.
Die jungen Raupen sind zunächst nahezu farblos. Kopf und Prothorakalschild sind schwärzlich. Der Verdauungstrakt nimmt schnell eine grünlich graue Farbe an und ist durch die halbtransparente Haut gut sichtbar. Die erwachsenen Raupen haben einen kleinen, flachen Kopf, der fahl braun und transparent ist. Der Prothorax ist gelb oder olivgelb und gelegentlich mit einigen wenigen braunen Sprenkeln versehen. Am hinteren Rand befindet sich eine braune Querlinie. Der übrige Körper glänzt dunkel oder olivgelb. Der transparente Verdauungstrakt ist dunkel olivfarben. Die Bauchbeine haben vollständige, biordinal-kreisförmige Hakenkränze, deren kaudale Hälfte stark vergrößert ist.
Die Puppe ist mäßig schlank. Sie glänzt dunkelgelb und ist leicht orangegelb gesprenkelt. Die Beine reichen nicht bis zum Ende des Abdomens. Der Kremaster weist eine nach unten gebogene, hakenartige Borste auf.

## Verbreitung
Nymphula nitidulata ist in Europa weit verbreitet und wird vom Norden Spaniens nach Osten bis Russland gefunden. Im Norden reicht das Verbreitungsgebiet bis zu den Britischen Inseln und bis in den Norden Schwedens und Finnlands. In Südeuropa kommt die Art bis zur Mitte Italiens und den Balkanhalbinsel vor, tritt dort jedoch nur noch sporadisch in Erscheinung. Sie fehlt auf den Mittelmeerinseln und in Griechenland. Im Osten reicht das Verbreitungsgebiet mindestens bis in die Chentej-Region der Mongolei. Die östliche Verbreitungsgrenze ist in Russland nicht genau bekannt. Im asiatischen Teil Russlands wurde die Art in Minussinsk und Ulan-Ude nachgewiesen.
Im Fernen Osten der paläarktischen Region ersetzt Nymphula distinctalis (Ragonot, 1894) die hier beschriebene Art. Das westlichste Vorkommen liegt in der Mongolei, wo auch N. nitidulata zu finden ist. Ein gemeinsames Vorkommen beider Arten (Sympatrie) wurde bisher noch nicht festgestellt. Bei älteren Nachweisen von N. nitidulata in Transbaikalien handelt es sich um N. distinctalis.
Der Wasserzünsler lebt an ruhigen, stehenden oder langsam fließenden Gewässern wie Bächen, Flüssen und Seen mit reichlicher Ufervegetation.

## Biologie
Nymphula nitidulata bildet eine Generation pro Jahr. Die Falter fliegen von Juni bis August, nach einer anderen Quelle von Mai bis September. Sie verbergen sich tagsüber in der Vegetation, lassen sich aber leicht aufscheuchen. Sie sind dämmerungs- und nachtaktiv und fliegen dicht über dem Wasser und über der Ufervegetation und kommen nachts an künstliche Lichtquellen. Die Eier werden in Haufen an den Raupennahrungspflanzen dicht über dem Wasser abgelegt. Die Raupen sind ab August zu finden. Sie minieren zunächst in den Blättern des Ästigen Igelkolbens (Sparganium erectum) und des Einfachen Igelkolbens (Sparganium simplex), z. T. auch unter Wasser. Weiter werden in der Literatur noch an Raupennahrungspflanzen erwähnt: Schwanenblume (Butomus umbellatus), Wasser-Schwaden (Glyceria maxima), Laichkräuter (Potamogeton) und Sumpfbinsen (Eleocharis). Auf der Website „Northumberland Moths“ wird außerdem noch die Gelbe Teichrose (Nuphar lutea) als Raupennahrungspflanze genannt.
Die Raupen überwintern bis etwa Mai; danach fressen sie an jungen Trieben. Sie leben in einem auf der Wasseroberfläche treibenden, aus Blattteilen zusammen gesponnenen Kokon. Sie verpuppen sich in einem weißen Kokon, der an Blattteile angeheftet ist.

## Systematik
Das Taxon wurde 1767 von Johann Siegfried Hufnagel als Phalaena nitidulata erstmals wissenschaftlich beschrieben. Diese Beschreibung wurde aber lange Zeit übersehen und so kam der Name Phalaena stagnata Donovan, 1806 in Gebrauch. Die Art wurde später in die Gattung Nymphula transferiert und ist als Nymphula stagnata bis in die neuere Literatur zu finden.
Aus der Literatur sind folgende Synonyme bekannt:
- Phalaena nitidulata Hufnagel, 1767
- Phalaena Pyralis potamogalis Hübner, 1793
- Phalaena stagnata Donovan, 1806
- Hydrocampa stagnalis Guenée, 1854

## Belege
1. ↑  Josef Reichholf: Wasserschmetterlinge am Skutari-See, Jugoslawien (Lepidoptera, Pyralidae). Nachrichtenblatt der Bayerischen Entomologen, 27(1): 60-63, München 1978 Online bei archive.org
2. ↑  Patrice Leraut: Zygaenids, Pyralids 1. In: Moths of Europe. 1. Auflage. Volume III. NAP Editions, 2012, ISBN 978-2-913688-15-5, S. 130 (englisch).
3. 1 2 3 4 5 6 7 8 9 10  Barry Goater, Matthias Nuss, Wolfgang Speidel: Pyraloidea I (Crambidae, Acentropinae, Evergestinae, Heliothelinae, Schoenobiinae, Scopariinae). In: P. Huemer, O. Karsholt, L. Lyneborg (Hrsg.): Microlepidoptera of Europe. 1. Auflage. Band 4. Apollo Books, Stenstrup 2005, ISBN 87-88757-33-1, S. 65 (englisch).
4. ↑  Karl Traugott Schütze: Die Biologie der Kleinschmetterlinge unter besonderer Berücksichtigung ihrer Nährpflanzen und Erscheinungszeiten. Handbuch der Microlepidopteren. Raupenkalender geordnet nach der Illustrierten deutschen Flora von H. Wagner. Frankfurt am Main, Verlag des Internationalen Entomologischen Vereins e. V., 1931, S. 192
5. ↑  Northumberland Moths
6. ↑  Johann Siegfried Hufnagel: III. Fortsetzung der Tabelle von den Nachtvögeln, welche die 3te Art derselben, nehmlich die Spannenmesser (Phalaenas Geometras [sic] Linnaei) enthält. Berlinisches Magazin, 4(6): 599-626, Berlin 1769 Online bei SUB Göttingen (Beschreibung S. 618–619)
7. ↑  Hans-Joachim Hannemann: Kleinschmetterlinge oder Microlepidoptera II. Die Wickler (s.l.) (Cochylidae und Carposinidae). Die Zünslerartigen (Pyraloidea). In: Friedrich Dahl: Die Tierwelt Deutschlands und der angrenzenden Meeresteile nach ihren Merkmalen und nach ihrer Lebensweise. 50. Teil., VEB Gustav Fischer Verlag Jena 1964, S. 276
8. ↑  Frantisek Slamka: Die Zünslerfalter (Pyraloidea) Mitteleuropas: Bestimmen – Verbreitung – Fluggebiet – Lebensweise der Raupen. 2. teilweise überarbeitete Aufl., Bratislava 1997, ISBN 80-967540-2-5, S. 13
9. ↑  Nymphula nitidulata bei Fauna Europaea. Abgerufen am 15. Januar 2013
10. ↑  Global Information System on Pyraloidea (GlobIZ). Abgerufen am 15. Januar 2013.